# Папський університет
Папський університет (лат. Università pontificie) — католицький університет, заснований та керований безпосередньо Святим Престолом. Такі університети, як правило, володіють правом видавати академічні ступені в областях теології, канонічного права, біблійних наук, філософії та деяких инших. Папські університети йдуть за європейською системою ступенів, видають наукові ступені бакалавра, ліценціата і доктора.
Незалежним установам або індивідуальним факультетам в непапських університетах також можуть отримати право надавати папські облікові ступені, зазвичай в одній або двох певних царинах. Вони називаються «папськими факультетами» або «папськими інститутами».
Деякі посади в Католицькіх ступенях припускають наявність академічного ступеня, отриманого в одному з Папських університетів. Так, кандидати у єпископський сан відбираються головним чином з числа священиків, що мають ступінь доктора теології (STD) або канонічного права (JCD). Особи, які очолюють церковні суди і адвокати в області канонічного права зобов'язані мати ступінь не нижче ліценціата канонічного права (JCL).

## Список папських університетів
Аргентина
- Аргентинський католицький університет

Бельгія
- Левенський католицький університет

Бразилія
- Папський католицький університет Сан-Паулу;
- Папський католицький університет Парани;
- Папський католицький університет Ріо-де-Жанейро;
- Папський католицький університет Ріо-Ґранде-ду-Сул;
- Папський католицький університет Кампінас;
- Папський католицький університет Ґояс;
- Папський католицький університет Мінас-Жерайс.

Гватемала
- Університет Сан-Карлос.

Домініканська Республіка
- Папський католицький університет Мадре у Маестра

Іспанія
- Комільяський папський університет;
- Папський Саламанський університет;
- Університет Деусто;
- Університет Наварри.

Італія
- Папський Біблійний Інститут;
- Папський Антоніанський університет;
- Папський Григоріанський університет;
- Папський Латеранський університет;
- Папський салезіянський університет;
- Папський Урбаніанський університет;
- Папський університет Святого Хреста;
- Папський університет святого Томи Аквінського;
- Папський інститут арабських та ісламських досліджень;
- Інститут маріології;
- Папський східний інститут;
- Папський теологічний Терезіанській факультет;
- Папська колегія;
- Папський інститут сакральної музики;
- Папський інститут святого Ансельма;
- Папський інститут «Regina Apostolorum»;
- Папський інститут християнської археології;
- Папський теологічний факультет «Сан Бонавентура»;
- Папський факультет педагогічних наук «Ауксіліум»;
- Папський інститут Івана Павла II для дослідження шлюбу та сім'ї.

Ірландія
- Коледж святого Патрика

Еквадор
- Папський католицький університет Еквадору

Канада
- Папський інститут середньовічних досліджень;
- Університет Святого Павла.

Кенія
- Католицький університет Східної Африки

Колумбія
- Папський Боліваріанської університету.

Ліван
- Університет Святого Йосипа

Німеччина
- Католицький університет Айхштет-Інґольштадт;
- Мюнхенська школа філософії.

Уругвай
- Католицький університет Уругваю

Парагвай
- Католицький університет Нуестра Сеньйора-де-ла-Асунсьйон

Панама
- Католицький університет Санта-Марія-ла-Антиґуа

Перу
- Папський католицький університет Перу

Польща
- Папський університет Івана Павла II у Кракові

Португалія
- Католицький університет Португалії

США
- Бостонський коледж;
- Католицький університет Америки;
- Папський коледж Джозефініум;

Філіппіни
- Університет Санто-Томас

Франція
- Паризький католицький інститут;
- Католицький університет Ліона;
- Католицький інститут Тулузи;
- Католицький університет Заходу;
- Лілльський католицький університет.

Чилі
- Папський католицький університет Вальпараїсо;
- Папський католицький університет Чилі.